# Kazimierz Wiktor Skibniewski
Kazimierz Wiktor Skibniewski (ur. 6 sierpnia 1910, stracony 12 lutego 1943 w egzekucji w Lasach Chojnowskich w pobliżu Stefanowa) – doktor medycyny, członek komendy ZHP i Szarych Szeregów, asystent profesora Witolda Orłowskiego.
Aresztowany 15 grudnia 1942 roku, osadzony na Pawiaku. 